# ニジェールの世界遺産
ニジェールの世界遺産 （ニジェールのせかいいさん）はユネスコの世界遺産に登録されているニジェール国内の文化・自然遺産。
※この項目はウィキプロジェクト 世界遺産に準じて作成されています

## 文化遺産
- アガデス歴史地区 - (2013年)

## 自然遺産
- アイル・テネレ自然保護区 - (1991年)
- W・アルリ・パンジャリ自然公園群 - （1996年、2017年拡大）
  - W国立公園

## 複合遺産
なし